# 奈々のトビラ
『奈々のトビラ』（ななのとびら）は、ノーマンスリーが制作し、エンタ!959で放送するバラエティ番組である。八木奈々初の冠番組。

## 番組概要
2022年1月16日放送開始。興味を持ったらなんでも調べる癖のある八木奈々の見聞をさらに広げるべく未体験のことに挑戦していくバラエティ始動。「社会科見学バラエティ」とも称される。略称および推奨ハッシュタグは「#ななトビ」。
本放送開始前の1月8日には新番組スタート記念として「奈々のトビラ公開生放送」と銘打った公開イベントを行った。
初回放送および事前イベントでは八木と同じ事務所の女優である加美杏奈をゲストに招き進行した。
2022年7月24日に、BD第1巻発売を記念してイベントを開催。
2023年3月11日よりポッドキャスト『奈々の独り言』を不定期配信開始。
2024年1月放送分をもってエンタ!959での放送を終了。番組は制作会社・ノーマンスリーが立ち上げたDMMオンラインサロン「エンタちゃん放送局」のコンテンツとして制作、配信される。

1話〜19話までをU-NEXTにて放送。

## 出演者
- 八木奈々

## 放送リスト
| 放送回 | 初回放送日     | おもな企画                                                     | ゲスト     | 備考                                                                |
| ------ | -------------- | -------------------------------------------------------------- | ---------- | ------------------------------------------------------------------- |
| #1     | 2022年 1月16日 | 高尾山に行く                                                   | 加美杏奈   | Blu-rayVol.1収録                                                    |
| #2     | 2月16日        | あんななコンビで高尾山後編                                     | 加美杏奈   | Blu-rayVol.1収録                                                    |
| #3     | 4月17日        | 秋葉原コンカフェ巡り＆ドキドキレポート・前編                   |            | Blu-rayVol.1収録                                                    |
| #4     | 5月18日        | 男装カフェ編、スタジオ生放送パート                             |            | Blu-rayVol.1収録                                                    |
| #5     | 6月16日        | インドアスカイダイビング編                                     |            | Blu-rayVol.1収録                                                    |
| #6     | 7月17日        | リポDと箱根観光前編                                            | 宍戸里帆   | Blu-rayVol.2収録                                                    |
| #7     | 8月17日        | 箱根観光後編、箱根クラフトハウス                               | 宍戸里帆   | 8月13日、箱根旅公開放送分を収録 Blu-rayVol.2収録                    |
| #8     | 9月18日        | 初BD発売記念放送                                               |            | Blu-rayVol.2収録                                                    |
| #9     | 10月19日       | 杏奈々Wバースディ企画                                          | 加美杏奈   | Blu-rayVol.2収録                                                    |
| #10    | 11月16日       | 大人の社会見学・未公開特集                                     | 宍戸里帆   |                                                                     |
| #11    | 12月16日       | 気球体験編                                                     |            | Blu-rayVol.2収録                                                    |
| #12    | 2023年 2月16日 | 番組がスタートして1周年、BD「奈々のトビラVol.2」発売記念ライブ |            | 2023年1月21日公開収録                                               |
| #13    | 3月16日        | マジック体験編                                                 |            | 2023年3月19日、実演イベント開催 Blu-rayVol.3収録                    |
| #14    | 4月16日        | リアル謎解き脱出ゲームに挑戦                                   | 未歩なな   | 3月31日先行公開 Blu-rayVol.3収録                                    |
| #15    | 5月17日        | 孤独の奈々グルメ編 築地場外市場食べ歩き                        |            | 4月29日先行公開 Blu-rayVol.3収録                                    |
| #16    | 6月16日        | よみうりランドでジュエルミネーション                           | 古川ほのか | Blu-rayVol.3収録                                                    |
| #17    | 7月16日        | フィッシュランド丸宮で釣りに初挑戦                             |            | 7月23日公開収録 Blu-rayVol.4収録                                    |
| #18    | 8月16日        | 八木奈々×古川ほのかトークライブ                                | 古川ほのか | 6月24日公開収録 Blu-rayVol.4収録                                    |
| #19    | 9月17日        | 滝行編                                                         |            | 8月20日公開収録 Blu-rayVol.4収録                                    |
| #20    | 10月18日       | パラグライダー編                                               | 栗山莉緒   | 9月10日公開収録 Blu-rayVol.4収録                                    |
| #21    | 11月17日       | 奈々の夏休みイン沖縄・第1話                                    |            | 10月22日公開収録Blu-rayVol.5収録                                    |
| #22    | 12月16日       | 今日だけは泳げる沖縄                                           |            | Blu-rayVol.5収録                                                    |
| #23    | 2024年 1月17日 | 奈々の夏休みイン沖縄編・第3話                                  |            | 2024年1月17日放送をもってスカパー!での放送を終了。 Blu-rayVol.5収録 |

| 配信回 | 初回配信日    | おもな企画                                                         | ゲスト   | 備考                               |
| ------ | ------------- | ------------------------------------------------------------------ | -------- | ---------------------------------- |
| #24    | 2024年 3月8日 | TikTokダンスを初挑戦。                                             | 三浜唯   | 配信番組に移行。 Blu-rayVol.6収録  |
| #25    | 4月           | 総集編                                                             |          |                                    |
| #26    | 5月10日       | ボルダリング体験編。                                               | 三浜唯   | 4月29日先行配信。 Blu-rayVol.6収録 |
| #27    | 6月14日       | 花魁変身体験。スタジオでの取りたい資格トーク。                     |          | Blu-rayVol.6収録                   |
| #28    | 7月           | アート書道＆大書パフォーマンス体験。                               |          | 6月8日先行配信Blu-rayVol.6収録     |
| #29    | 8月9日        | アルパカ触れ合い体験編                                             |          | 7月14日先行配信                    |
| #30    | 9月           | グランピング体験・前編                                             | 石原希望 |                                    |
| #31    | 10月11日      | グランピング体験・後編、お化け屋敷で肝試し＆焚き火トーク           | 石原希望 |                                    |
| #32    | 11月          |                                                                    |          |                                    |
| #33    | 12月13日      | 「奈々の独り言」映像版。                                           |          |                                    |
| #34    | 2025年1月     | DJ体験編                                                           |          | 2025年1月12日公開収録。            |
| #35    | 2月14日       | DJ体験・ループとスクラッチ編。奈々の独り言は2025年の新春ニュース。 |          |                                    |
| #36    | 3月14日       | ギャルメイク変身体験編。                                           |          | 2025年3月1日公開収録。             |
| #37    | 4月6日        | 奈々の夏休み イン グアム 第1話。                                   |          |                                    |
| #38    | 5月9日        | 奈々の夏休み イン グアム 第2話。                                   |          | 2025年4月25日公開収録。            |
| #39    | 6月13日       | 奈々の夏休みイングアム第3話。                                      |          | 2025年5月10日公開収録。            |
| #40    |               | 奈々の夏休みイングアム・第4話                                      |          |                                    |
| #41    |               | 浅草観光編                                                         |          | 2025年6月7日公開収録。             |
|        |               | 浅草観光後編                                                       |          | 2025年7月4日公開収録。             |
|        |               | 江の島デート編                                                     | miru     | 2025年7月27日公開収録。            |